# 警視庁東京湾臨海署〜安積班
『今野敏サスペンス 警視庁東京湾臨海署〜安積班』（こんのびんサスペンス けいしちょうとうきょうわんりんかいしょ〜あずみはん）は、2019年2月25日にTBS系「月曜名作劇場」で放送された刑事ドラマ。原作は今野敏の警察小説『安積班シリーズ』の「潮流 東京湾臨海署安積班」。主演は中村芝翫。

## キャスト

### 警視庁東京湾臨海警察署

#### 刑事課強行犯捜査係 安積班
安積剛志
演 - 中村芝翫
係長。
村雨秋彦
演 - 原田龍二
刑事。桜井とコンビを組む。
須田三郎
演 - 林家たい平
刑事。黒木とコンビを組む。黒ずくめの男と接触し、リシンの針が仕込まれたコウモリ傘で刺され絶命の危機に陥る。
水野真帆
演 - 野々すみ花
刑事。
黒木和也
演 - 尾崎右宗
刑事。須田とコンビを組む。佐治を殴り池谷から謹慎を命じられる。
桜井太一郎
演 - 石黒英雄
刑事。村雨とコンビを組む。

#### 他の関係者
榊原肇
演 - モト冬樹
刑事課長。
野村武彦
演 - 宅麻伸
署長。

### その他
- 山口友紀子（東報新聞の番記者） - 井上依吏子[4]
- 由良清和（フリージャーナリスト） - 本宮泰風[2]
- 神山誠二（東洋テレビ 元社員・5年前に殺人容疑で逮捕） - 須賀貴匡
- 佐治基彦（警視庁捜査一課 係長） - 千葉哲也
- 河合亮助（元高校教師） - 草野康太
- 深町（東洋テレビ報道部デスク） - 鼓太郎
- 喜田川琢治（健康食品会社社長・5年前死亡） - 野口雅弘
- 伊丹銀次（広域暴力団「銀星会」幹部） - 小手山雅
- 鈴木幸一（東京地裁 元判事） - 猪又太一
- 石川保（警視庁捜査一課 警部補） - 大河原啓介[5]
- 武田圭介（警視庁捜査一課 刑事） - 小野哲平
- 刑事 - 溝呂木賢、飛弾信也[6]
- 鈴木美千代（鈴木の妻） - 荒井眞理子
- 尾形治朗（広域暴力団「銀星会」組員） - 森里一大[7]
- 神山千春（神山の妻） - 菅井玲[8]
- 寺田雅也（カメラマン・5年前ひき逃げで死亡） - 尾﨑崇史
- 臨海総合病院 医師 - 斉木テツ
- 赤津勝利（冒頭の強盗傷害犯） - 後藤健
- 伊丹の部下 - 白石直也
- 池谷陽一（警視庁捜査一課 管理官） - 小木茂光

## スタッフ
- 原作 - 今野敏「潮流 東京湾臨海署安積班」（ハルキ文庫刊）
- 脚本 - 大川俊道
- 音楽 - 遠藤浩二
- プロデューサー - 遠藤正人
- 演出 - 酒井聖博
- 編成 - 橋本孝
- 製作 - TBSスパークル、TBS